# Yoël Zaoui
Pour les articles homonymes, voir Zaoui.
 (juillet 2025).
Motif : Ce banquier « coresponsable au niveau mondial des fusions-acquisitions pour Goldman Sachs Europe » est-il si connu que cela, hors du monde de la finance ? WP n'est pas le Who's Who. A vérifier.
- Archive Wikiwix
- Bing
- Cairn
- DuckDuckGo
- E. Universalis
- Gallica
- Google
- G. Books
- G. News
- G. Scholar
- Persée
- Qwant
- (zh) Baidu
- (ru) Yandex
- (wd) trouver des œuvres sur Wikidata

| 1. | Préciser le motif de la pose du bandeau. | Précisez le motif de la pose du bandeau en utilisant la syntaxe suivante : {{admissibilité à vérifier\|date=juillet 2025\|motif=remplacez ce texte par le motif}}               |
| 2. | Informer les utilisateurs concernés.     | Pensez à avertir le créateur de l'article, par exemple, en insérant le code ci-dessous sur sa page de discussion : {{subst:avertissement admissibilité à vérifier\|Yoël Zaoui}} |

Yoël Zaoui (né en 1961 à Casablanca) est un banquier d'affaires franco-marocain, coresponsable au niveau mondial des fusions-acquisitions pour Goldman Sachs Europe depuis 2011. Il est élu « meilleur banquier de l'année » en 2008 par la communauté française de Londres. 

## Biographie
Né au Maroc d'un père haut fonctionnaire, Yoël Zaoui passe sa jeunesse en Italie et fait ses études à l'École des hautes études commerciales de Paris et à l'Université Stanford,. 
Il est le frère de Michaël Zaoui (né en 1957), homme d'affaires, fondateur de la Fondation France Israël, nommé en 2019 par Mohammed VI comme membre de la Commission Spéciale sur le Modèle de Développement, avec qui il a participé à toutes les grandes opérations de fusions acquisitions des dix dernières années en Europe : Mittal Arcelor, Elf Total, Castorama Kingfisher, Crédit agricole Banque Indosuez, HSBC CCF, etc.
En 2014, Yoël Zaoui et son frère Michael reçoivent la décoration du Ouissam de troisième classe  décernée par le roi du Maroc. Il fait partie de la même promotion que l'intellectuel français Edgar Morin ou encore Irina Bokova à l'époque directrice générale de l'UNESCO. 